# Arroyo Clé
Arroyo Clé é uma junta de governo da província de Entre Ríos, na Argentina.